# Bohunice (Ilava)
Bohunice je naseljeno mjesto u okrugu Ilava u  Trenčínskom kraju u Slovačkoj.

## Stanovništvo
| Godina:     | 1993. | 2003. | 2013.   | 2023.   |
| ----------- | ----- | ----- | ------- | ------- |
| Broj ljudi: | 0     | 755   | 758     | 792     |
| Razlika:    |       | –     | +0,39 % | +4,48 % |

| Godina:     | 2022. | 2023.   |
| ----------- | ----- | ------- |
| Broj ljudi: | 771   | 792     |
| Razlika:    |       | +2,72 % |

Prema podacima o broju stanovnika iz 2023. godine naselje je imalo 792 stanovnika.

## Vanjske poveznice
|  | Zajednički poslužitelj ima još gradiva o temi Bohunice (Ilava) |

- Službena stranica naselja (sl.)